# Club Bertelsmann
Der Club Bertelsmann war ein Unternehmen der Direct Group Bertelsmann. Der Club entstand aus dem Bertelsmann Lesering, den Reinhard Mohn am 1. Juni 1950 gründete.

## Geschichte

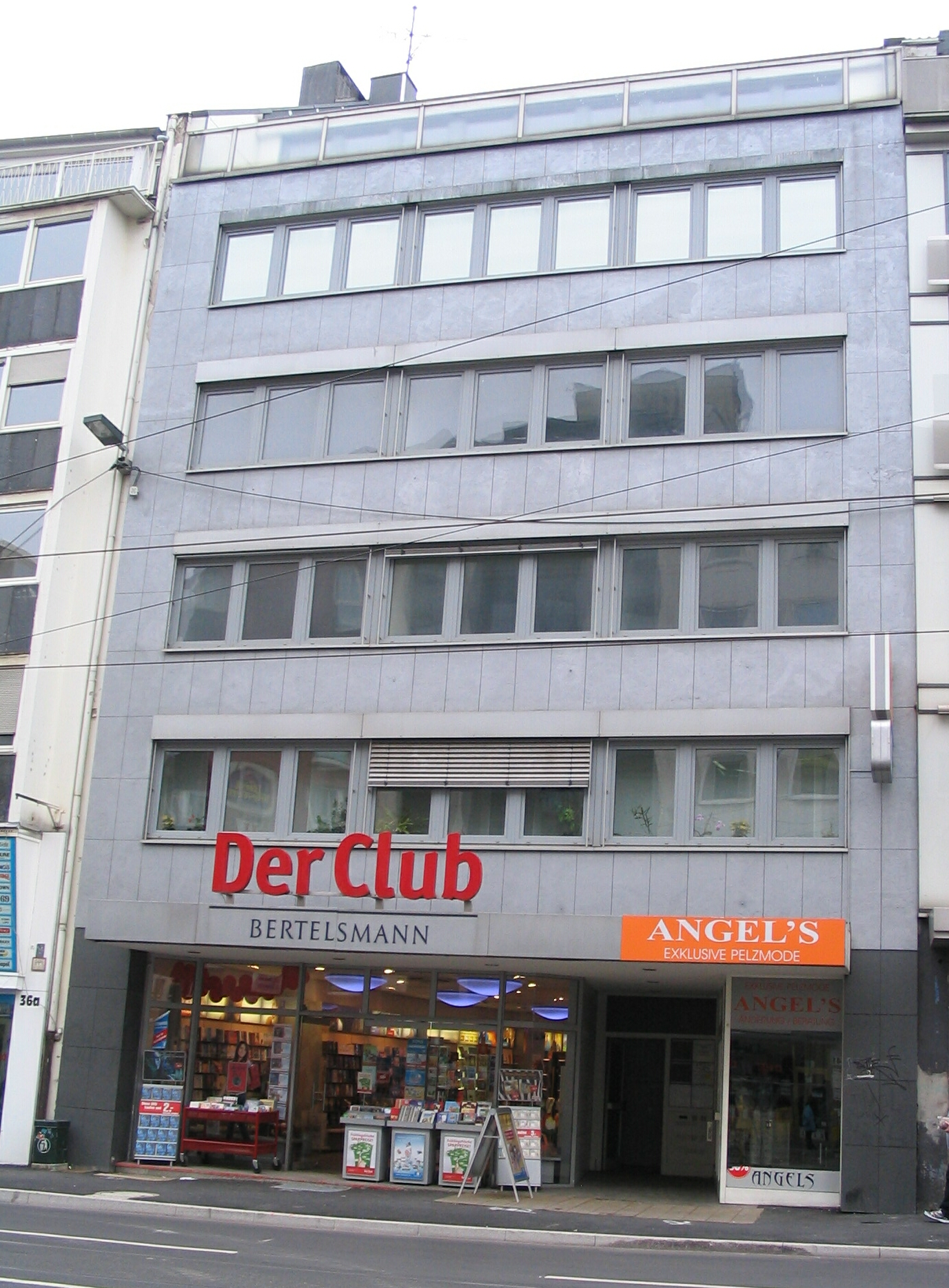
Buchclubfiliale in Düsseldorf-Pempelfort (2010)

Der Bertelsmann Lesering hatte bereits 1954 eine Million Mitglieder und verschaffte Bertelsmann durch seinen Erfolg die Möglichkeit, sein Geschäft auszubauen. 1969 wurden alle Filialen in Club-Center umbenannt. 2005 hatte der Club nach eigenen Angaben rund drei Millionen Mitglieder. Damit hatte sich die Mitgliederzahl seit 1992 jedoch von sechs Millionen Mitgliedern halbiert.
Der Club gehörte seit 2000 zur Direct Group Bertelsmann, der Geschäftssparte für Club- und Direktmarketing als Dach für Buchclubs in verschiedenen Ländern Europas, die eine 100-prozentige Tochter der Bertelsmann SE & Co. KGaA war. Sie wurde 2011 als Unternehmensbereich wieder aufgelöst.
Im Juni 2014 gab Bertelsmann bekannt, dass der Club mit einer aktuellen Mitgliederzahl von etwa 1 Million im Laufe des Jahres 2015 eingestellt wird. Die wirtschaftliche Bedeutung für das Unternehmen sei stetig geschwunden. 2014 gab es nur noch 52 Filialen. Am 31. März 2015 schlossen die letzten beiden Buchclub-Filialen in Gütersloh und Rheda und im Juni 2015 gab es nur noch 600.000 Club-Mitglieder.
Am 23. Dezember 2015 wurde auch der Onlineshop eingestellt.
Bertelsmann betrieb das Club-Geschäft auch im Ausland, weltweit hatten die Bertelsmann-Clubs mehr als 25 Millionen Mitglieder. Im Ausland ist das Buchclub-Geschäft nach 2015 nur noch in der Ukraine und Russland und mit einer 50-Prozent-Beteiligung in Spanien vertreten.

## Funktionsprinzip
Der Club gab Bücher als Sonderausgaben mit zeitlicher Verzögerung zur Originalausgabe heraus und konnte sie dadurch seinen Mitgliedern zu einem günstigeren Preis als im preisgebundenen Buchhandelsgeschäft anbieten. Die Rahmenbedingungen wurden im Potsdamer Protokoll von 1995 festgelegt und im Jahre 2004 noch einmal modifiziert:
1. Mitgliedschaftsbindung: Die Mitgliedschaft ist eine unbedingte Voraussetzung. Ein Kunde verpflichtet sich, mindestens ein Jahr Mitglied zu bleiben und mindestens ein Produkt pro Quartal zu kaufen.
2. Zeitabstand: Der Zeitabstand zwischen dem Erscheinen der Originalausgabe und der Club-Ausgabe wird individuell zwischen dem lizenzgebenden Verlag und dem Club Bertelsmann verhandelt, darf jedoch vier Monate nicht unterschreiten.
3. Ausstattungsmerkmale: Die Ausgaben des Club Bertelsmann müssen sich in ihrem Erscheinungsbild von den Originalausgaben unterscheiden. Deshalb werden sie mit einem neugestalteten Einband, Schutzumschlag bzw. Cover ausgestattet.
4. Mögliche Preisdifferenz: Erscheint das Buch mindestens vier Monate nach dem Erscheinen des Originals, so ist es dem Club Bertelsmann möglich, das Buch günstiger anzubieten.

Die Kunden wurden im Mai 2014 durch ein Netz aus 59 Filialen in ganz Deutschland betreut. Sie hatten darüber hinaus die Möglichkeit, über den monatlich erscheinenden Katalog oder im Internet Produkte zu bestellen. Die letzten Filialen wurden im ersten Halbjahr 2015 geschlossen.

### Medien
Neben dem traditionellen Geschäft mit Büchern enthielt das Sortiment auch zahlreiche andere Produktgruppen:
- Musik: Das Club-Programm umfasste knapp 70 % der aktuellen Chart-CDs, neben Vorabveröffentlichungen stellte der Club eigene, exklusive Kompilationen zusammen.
- Video, CD-Rom und Hardware: Das Video- und DVD-Programm umfasste zahlreiche Produkte. Darüber hinaus wurden CD-ROMs und Spiele für PC und PlayStation sowie die passende Hardware (DVD-Player, PlayStation, Xbox etc.) angeboten.
- Kooperationsgeschäfte: Dazu gehörten Reisen, Telekommunikations- und Finanzprodukte und Strom.

Seit Anfang 2004 konnten Buchclubkunden zusätzlich aus 450.000 deutsch- und englischsprachige Titel aus dem regulären Buchhandelsangebot wählen.

### Clubpremieren
Zusätzlich zu den zeitlich verzögerten Ausgaben veröffentlichte der Club Bertelsmann im Jahr etwa 50 Premieren, die durchschnittlich erst sechs Monate später im Buchhandel erhältlich waren. Als erste Premiere eines Bestsellerautors wurde 2002 Die Farm von John Grisham herausgegeben. Im Jahre 2008 wurde Der Katalane von Noah Gordon als Club-Premiere auf den deutschen Markt gebracht. Des Weiteren wurden im Laufe der letzten Jahre Werke von David Baldacci, Paulo Coelho, Ken Follett, Charlotte Link und Nora Roberts als Premiere herausgegeben. Autoren wie Katia Fox (Das kupferne Zeichen), Linda Holeman (Smaragdvogel) und Senek Rosenblum wurden durch Club-Premieren entdeckt.

## Kulturarbeit

### Autorenbeirat
Der Club Bertelsmann rief mit Walter Kempowski, Tanja Kinkel und Gaby Hauptmann einen Autorenbeirat ins Leben. Nach eigener Aussage ging es dem Club zunächst darum, „populäre Club-Autoren im Katalog vorzustellen“. Im Laufe der Zeit verlagerte sich die Aufgabenstellung, so der Club, „in Richtung Leseförderung“. Seit 2005 empfohlen Autoren wie Amelie Fried, Thea Dorn, Wolfgang Herles, Wladimir Kaminer, Hellmuth Karasek und Ijoma Mangold Lesetipps im Club-Katalog. Als Amelie Fried und Ijoma Mangold mit der Moderation für die ZDF-Literatursendung Die Vorleser betraut wurden, beendeten die beiden ihre Tätigkeit im Autorenbeirat, um, wie sie sagten, „Interessenüberschneidungen zu vermeiden“. Ihre Nachfolger wurden Susanne Fröhlich, Jenny-Mai Nuyen und Richard David Precht. Sie sollten laut Aussage des Clubs „die Kontinuität dieser Art von Leseförderung garantieren“.

### Leipzig liest
1991 gründete der Club Bertelsmann gemeinsam mit der Leipziger Buchmesse und der Stadt Leipzig das Lesefestival „Leipzig liest“. 2009 präsentierten über 1500 Autoren an vier Messetagen ihre neuen Bücher auf dem Messegelände und an 300 unterschiedlichen Orten in der Stadt Leipzig. Zum Rahmenprogramm gehören Veranstaltungsreihen wie die „Jüdischen Lesewelten“ und der „Krimi-Club“.
Unter der Überschrift „Erinnerung als Gegenwart“ stellen zeitgenössische Autoren in den „Jüdischen Lebenswelten“ unterschiedliche Erinnerungen nebeneinander. Schriftsteller wie Louis Begley, Saul Friedländer, Fritz J. Raddatz oder Senek Rosenblum lasen aus ihren Büchern und erzählten ihre Lebensgeschichten.
Krimifans treffen sich am Messe-Donnerstag und -freitag jeweils ab 19 Uhr im Leipziger Landgericht zum traditionellen „Krimi-Club“.
Aus Anlass des 40. Jahrestages der deutsch-israelischen Beziehungen gründete der Club Bertelsmann 2005 gemeinsam mit der Botschaft des Staates Israel die Lesereihe „Deutsch-Israelische Beziehungen“. Israelische Autoren wie Amos Oz, Zeruya Shalev oder David Grossman lasen neben deutschen Autoren wie beispielsweise Eva Menasse oder Gila Lustiger. Studenten des Deutschen Literaturinstitut Leipzig stellten unter dem Titel „Leseerfahrungen – Schreiberfahrungen“ aktuelle Bücher israelischer Autoren vor. Die Veranstaltungsreihe stand unter der Schirmherrschaft des israelischen Botschafters S.E. Yoram Ben-Zeev.

### Das Blaue Sofa
Das Blaue Sofa wurde als gemeinsames Autorenforum vom Club Bertelsmann, dem ZDF Kulturmagazin aspekte, Deutschlandradio Kultur und der Süddeutschen Zeitung ins Leben gerufen. Das Blaue Sofa präsentiert Autoren und deren Bücher auf den Buchmessen in Frankfurt und Leipzig. Im Herbst 2005 feierte das Blaue Sofa Berlin seine Premiere im Berliner Ensemble.

### Buch Trailer
Der Buch Trailer war ein Nachwuchswettbewerb, der sich an kreative Studierende und Hochschulabsolventen von Film- und Medienstudiengängen in Deutschland, Österreich und der Schweiz richtete. Die Teilnehmer entwarfen Drehbücher für maximal 60 Sekunden lange Buchtrailer zu einer Buchpremiere des Club Bertelsmann. Eine Jury unter dem Vorsitz des Filmproduzenten Nico Hofmann wählte die besten drei Drehbücher aus. Die Studenten, deren Drehbücher von der Jury als beste drei Konzepte ausgewählt wurden, erhielten ein begrenztes Budget und setzten ihre Buchtrailer in Eigenregie um.

## Mutmaßlicher Datenabfluss nach Abwicklung
Nach der Einstellung des Direktvertriebsgeschäfts von inmediaONE GmbH (Bertelsmann) übernahmen die Gütersloher Firma WK Wertkontor GmbH (dort war Frank Veltrup Geschäftsführer, der bis Ende 2013 Direktor der Bertelsmann-Tochter war ), Kasi Vertriebs GmbH, Media Exclusiv GmbH die Kundenlisten von Bertelsmann. Der Spiegel und andere berichten seit 2017 über Klagen von Käufern mangelhafter Faksimiles, die durch ehemalige Angestellte des Club Bertelsmann als vermeintliche Wertanlage an der Haustür im Direktvertrieb verkauft wurden. In der Regel wurden dazu ehemalige Mitglieder des Clubs kontaktiert. Opfer dieser Masche waren oft Seniorinnen und Senioren. Die bayrische Polizei warnte 2021 vor der Betrugsmasche, die Polizei Berlin warnte in mehreren Fernsehsendungen vor Betrugsversuchen mit Faksimiles. Das Landeskriminalamt Berlin ermittelt 2022 in elf Fällen.